# Collegio elettorale di Treviso (Senato della Repubblica)
Il collegio di Treviso fu un collegio elettorale uninominale della Repubblica Italiana appartenente alla Circoscrizione Veneto; fu utilizzato per eleggere un senatore della Repubblica dalla I alla XIV legislatura, sebbene con forme diverse e sistemi elettorali diversi.

## Storia
Il collegio venne creato nel 1948 secondo la legge n. 29 del 6 febbraio 1948 la quale, pur basandosi sull'impianto proporzionale in vigore per la Camera, rispetto a quest'ultima conteneva alcuni piccoli correttivi in senso maggioritario. Tale legge ebbe il suo definitivo perfezionamento col Testo Unico n°361 del 1957. Differentemente dalla Camera, la legge elettorale del Senato si articolava su base regionale, seguendo il dettato costituzionale (art.57). Ogni Regione era suddivisa in tanti collegi uninominali quanti erano i seggi ad essa assegnati. All'interno di ciascun collegio, veniva eletto il candidato che avesse raggiunto il quorum del 65% delle preferenze: tale soglia, oggettivamente di difficilissimo conseguimento, tradiva l'impianto proporzionale su cui era concepito anche il sistema elettorale della Camera Alta. Qualora, come normalmente avveniva, nessun candidato avesse conseguito l'elezione, i voti di tutti i candidati venivano raggruppati in liste di partito a livello regionale, dove i seggi venivano allocati utilizzando il metodo D'Hondt delle maggiori medie statistiche e quindi, all'interno di ciascuna lista, venivano dichiarati eletti i candidati con le migliori percentuali di preferenza.
Nel 1993, con la cosiddetta Legge Mattarella (Legge n. 276, Norme per l'elezione del Senato della Repubblica), attuata in seguito al referendum abrogativo del 1993, venne istituito per la Camera dei deputati e per il Senato della Repubblica un sistema di elezione misto, in parte maggioritario e in parte proporzionale. Il 75% dei parlamentari dell'assemblea veniva eletto in collegi uninominali tramite sistema maggioritario a turno unico; il restante 25% al Senato veniva eletto tramite recupero proporzionale dei più votati non eletti attraverso un meccanismo di calcolo denominato "scorporo", cioè sottraendo dal conteggio dei voti totali di una lista nella parte proporzionale i voti ottenuti dai candidati collegati alla medesima lista che erano eletti nei collegi uninominali con il sistema maggioritario.
Il collegio venne abolito insieme a tutti gli altri che costituivano il Senato con la promulgazione della legge elettorale successiva, la cosiddetta Legge Calderoli. Questa prevedeva un sistema proporzionale con premio di maggioranza, che al Senato veniva attribuito a livello regionale.

## 1948-1993

### Territorio
Il collegio di Treviso era uno dei 19 collegi uninominali in cui era suddiviso il Veneto; comprendeva i seguenti comuni: Carbonera, Casier, Castelfranco Veneto, Castello di Godego, Istrana, Loria, Morgano, Paese, Ponzano Veneto, Povegliano, Preganziol, Quinto di Treviso, Resana, Riese Pio X, Roncade, Silea, Treviso, Vedelago, Villorba e Zero Branco.

### Dati elettorali

#### I legislatura
|                               | Giuseppe Caron ✔️ Eletto | Democrazia Cristiana                             | 65 617  | 69,44 |  |  |  |  |  |
|                               | Artuto Galletti          | Fronte Democratico Popolare                      | 13 264  | 14,04 |  |  |  |  |  |
|                               | Umberto Dalla Rosa       | Unità Socialista - Partito Repubblicano Italiano | 12 060  | 12,76 |  |  |  |  |  |
|                               | Gabriele Sacerdote       | Blocco Nazionale                                 | 3 550   | 3,76  |  |  |  |  |  |
| Totale                        | Totale                   | Totale                                           | 94 491  | 100   |  |  |  |  |  |
|                               |                          |                                                  |         |       |  |  |  |  |  |
| Voti non validi               | Voti non validi          | Voti non validi                                  | 4 497   | 4,54  |  |  |  |  |  |
| Votanti                       | Votanti                  | Votanti                                          | 98 988  | 93,96 |  |  |  |  |  |
| Elettori                      | Elettori                 | Elettori                                         | 105 355 |       |  |  |  |  |  |
|                               |                          |                                                  |         |       |  |  |  |  |  |
| Data: 18 aprile 1948          |                          |                                                  |         |       |  |  |  |  |  |
| Fonte: Ministero dell'interno |                          |                                                  |         |       |  |  |  |  |  |

#### II legislatura
|                                                                                | Giuseppe Caron ✔️ Eletto | Democrazia Cristiana                    | 64 051  | 63,47 |  |  |  |  |  |
|                                                                                | Vittorio Ghidetti        | Partito Comunista Italiano              | 9 982   | 9,89  |  |  |  |  |  |
|                                                                                | Antonio Vecchia          | Partito Socialista Italiano             | 8 525   | 8,45  |  |  |  |  |  |
|                                                                                | Ignazio Silone           | Partito Socialista Democratico Italiano | 7 677   | 7,61  |  |  |  |  |  |
|                                                                                | Michelangelo Zimolo      | Movimento Sociale Italiano              | 3 616   | 3,58  |  |  |  |  |  |
|                                                                                | Antonio Costantini       | Unità Popolare                          | 2 285   | 2,26  |  |  |  |  |  |
|                                                                                | Evaristo Jelmoni         | Partito Liberale Italiano               | 2 166   | 2,15  |  |  |  |  |  |
|                                                                                | Guido Dalla Rosa         | Partito Repubblicano Italiano           | 2 112   | 2,09  |  |  |  |  |  |
|                                                                                | Alvise Venezze           | Alleanza Democratica Nazionale          | 496     | 0,49  |  |  |  |  |  |
| Totale                                                                         | Totale                   | Totale                                  | 100 910 | 100   |  |  |  |  |  |
|                                                                                |                          |                                         |         |       |  |  |  |  |  |
| Voti non validi                                                                | Voti non validi          | Voti non validi                         | 4 051   | 3,86  |  |  |  |  |  |
| Votanti                                                                        | Votanti                  | Votanti                                 | 104 961 | 95,34 |  |  |  |  |  |
| Elettori                                                                       | Elettori                 | Elettori                                | 110 093 |       |  |  |  |  |  |
|                                                                                |                          |                                         |         |       |  |  |  |  |  |
| Nota: quorum del 65% non raggiunto; ripartizione dei seggi a livello regionale |                          |                                         |         |       |  |  |  |  |  |
| Data: 7 giugno 1953                                                            |                          |                                         |         |       |  |  |  |  |  |
| Fonte: Ministero dell'interno                                                  |                          |                                         |         |       |  |  |  |  |  |

#### III legislatura
|                                                                                | Giuseppe Caron ✔️ Eletto     | Democrazia Cristiana                                      | 67 343  | 63,09 |  |  |  |  |  |
|                                                                                | Antonio Vecchia              | Partito Socialista Italiano                               | 12 734  | 11,93 |  |  |  |  |  |
|                                                                                | Luciano Frescura             | Partito Socialista Democratico Italiano                   | 8 770   | 8,22  |  |  |  |  |  |
|                                                                                | Giovanni Battista Gianquinto | Partito Comunista Italiano                                | 7 763   | 7,27  |  |  |  |  |  |
|                                                                                | Luigi Faraone                | Partito Nazionale Monarchico - Movimento Sociale Italiano | 4 144   | 3,88  |  |  |  |  |  |
|                                                                                | Ilario Van De Borre          | Partito Liberale Italiano                                 | 2 988   | 2,80  |  |  |  |  |  |
|                                                                                | Giuseppe Pasetti             | PRI - PR                                                  | 1 950   | 1,83  |  |  |  |  |  |
|                                                                                | Augusto Castaldo             | Partito Monarchico Popolare                               | 1 053   | 0,99  |  |  |  |  |  |
| Totale                                                                         | Totale                       | Totale                                                    | 106 745 | 100   |  |  |  |  |  |
|                                                                                |                              |                                                           |         |       |  |  |  |  |  |
| Voti non validi                                                                | Voti non validi              | Voti non validi                                           | 3 923   | 3,54  |  |  |  |  |  |
| Votanti                                                                        | Votanti                      | Votanti                                                   | 110 668 | 94,59 |  |  |  |  |  |
| Elettori                                                                       | Elettori                     | Elettori                                                  | 116 994 |       |  |  |  |  |  |
|                                                                                |                              |                                                           |         |       |  |  |  |  |  |
| Nota: quorum del 65% non raggiunto; ripartizione dei seggi a livello regionale |                              |                                                           |         |       |  |  |  |  |  |
| Data: 25 maggio 1958                                                           |                              |                                                           |         |       |  |  |  |  |  |
| Fonte: Ministero dell'interno                                                  |                              |                                                           |         |       |  |  |  |  |  |

#### IV legislatura
|                                                                                | Giuseppe Caron ✔️ Eletto | Democrazia Cristiana                    | 66 044  | 58,10 |  |  |  |  |  |
|                                                                                | A. Sembiante             | Partito Socialista Italiano             | 13 239  | 11,65 |  |  |  |  |  |
|                                                                                | Walter Garavelli         | Partito Socialista Democratico Italiano | 12 112  | 10,65 |  |  |  |  |  |
|                                                                                | U. Marchesi              | Partito Comunista Italiano              | 11 213  | 9,86  |  |  |  |  |  |
|                                                                                | V. Gentili               | Partito Liberale Italiano               | 5 989   | 5,27  |  |  |  |  |  |
|                                                                                | Luigi Faraone            | Movimento Sociale Italiano              | 3 683   | 3,24  |  |  |  |  |  |
|                                                                                | A. Bianchetti            | Partito Repubblicano Italiano           | 1 396   | 1,23  |  |  |  |  |  |
| Totale                                                                         | Totale                   | Totale                                  | 113 676 | 100   |  |  |  |  |  |
|                                                                                |                          |                                         |         |       |  |  |  |  |  |
| Voti non validi                                                                | Voti non validi          | Voti non validi                         | 4 575   | 3,87  |  |  |  |  |  |
| Votanti                                                                        | Votanti                  | Votanti                                 | 118 251 | 94,96 |  |  |  |  |  |
| Elettori                                                                       | Elettori                 | Elettori                                | 124 523 |       |  |  |  |  |  |
|                                                                                |                          |                                         |         |       |  |  |  |  |  |
| Nota: quorum del 65% non raggiunto; ripartizione dei seggi a livello regionale |                          |                                         |         |       |  |  |  |  |  |
| Data: 28 aprile 1963                                                           |                          |                                         |         |       |  |  |  |  |  |
| Fonte: Ministero dell'interno                                                  |                          |                                         |         |       |  |  |  |  |  |

#### V legislatura
|                                                                                | Giuseppe Caron ✔️ Eletto | Democrazia Cristiana          | 72 200  | 58,27 |  |  |  |  |  |
|                                                                                | Walter Garavelli         | PSI-PSDI Unificati            | 22 275  | 17,98 |  |  |  |  |  |
|                                                                                | P. Dal Pozzo             | PCI - PSIUP                   | 16 327  | 13,18 |  |  |  |  |  |
|                                                                                | U. Grelli                | Partito Liberale Italiano     | 7 349   | 5,93  |  |  |  |  |  |
|                                                                                | A. Desidera              | MSI - PDIUM                   | 3 322   | 2,68  |  |  |  |  |  |
|                                                                                | Guido Dalla Rosa         | Partito Repubblicano Italiano | 2 424   | 1,96  |  |  |  |  |  |
| Totale                                                                         | Totale                   | Totale                        | 123 897 | 100   |  |  |  |  |  |
|                                                                                |                          |                               |         |       |  |  |  |  |  |
| Voti non validi                                                                | Voti non validi          | Voti non validi               | 5 599   | 4,32  |  |  |  |  |  |
| Votanti                                                                        | Votanti                  | Votanti                       | 129 496 | 95,92 |  |  |  |  |  |
| Elettori                                                                       | Elettori                 | Elettori                      | 135 001 |       |  |  |  |  |  |
|                                                                                |                          |                               |         |       |  |  |  |  |  |
| Nota: quorum del 65% non raggiunto; ripartizione dei seggi a livello regionale |                          |                               |         |       |  |  |  |  |  |
| Data: 19 maggio 1968                                                           |                          |                               |         |       |  |  |  |  |  |
| Fonte: Ministero dell'interno                                                  |                          |                               |         |       |  |  |  |  |  |

#### VI legislatura
|                                                                                | Giuseppe Caron ✔️ Eletto | Democrazia Cristiana                    | 77 824  | 57,92 |  |  |  |  |  |
|                                                                                | L. M. Luzzatto           | PCI - PSIUP                             | 16 050  | 11,95 |  |  |  |  |  |
|                                                                                | Walter Garavelli         | Partito Socialista Democratico Italiano | 14 882  | 11,08 |  |  |  |  |  |
|                                                                                | G. B. Nugoletti          | Partito Socialista Italiano             | 12 648  | 9,41  |  |  |  |  |  |
|                                                                                | U. Grelli                | Partito Liberale Italiano               | 7 107   | 5,29  |  |  |  |  |  |
|                                                                                | G. Raho                  | Movimento Sociale Italiano              | 5 843   | 4,35  |  |  |  |  |  |
| Totale                                                                         | Totale                   | Totale                                  | 134 354 | 100   |  |  |  |  |  |
|                                                                                |                          |                                         |         |       |  |  |  |  |  |
| Voti non validi                                                                | Voti non validi          | Voti non validi                         | 5 241   | 3,75  |  |  |  |  |  |
| Votanti                                                                        | Votanti                  | Votanti                                 | 139 595 | 96,06 |  |  |  |  |  |
| Elettori                                                                       | Elettori                 | Elettori                                | 145 319 |       |  |  |  |  |  |
|                                                                                |                          |                                         |         |       |  |  |  |  |  |
| Nota: quorum del 65% non raggiunto; ripartizione dei seggi a livello regionale |                          |                                         |         |       |  |  |  |  |  |
| Data: 7 maggio 1972                                                            |                          |                                         |         |       |  |  |  |  |  |
| Fonte: Ministero dell'interno                                                  |                          |                                         |         |       |  |  |  |  |  |

#### VII legislatura
|                                                                                | Alessandra Codazzi ✔️ Eletta | Democrazia Cristiana                    | 82 619  | 57,13 |  |  |  |  |  |
|                                                                                | Umberto Perini               | Partito Comunista Italiano              | 23 865  | 16,50 |  |  |  |  |  |
|                                                                                | Ernesto Brunetta             | Partito Socialista Italiano             | 13 628  | 9,42  |  |  |  |  |  |
|                                                                                | Walter Garavelli             | Partito Socialista Democratico Italiano | 8 834   | 6,11  |  |  |  |  |  |
|                                                                                | Ugo La Malfa                 | Partito Repubblicano Italiano           | 7 430   | 5,14  |  |  |  |  |  |
|                                                                                | Franco Fontebasso            | Movimento Sociale Italiano              | 4 526   | 3,13  |  |  |  |  |  |
|                                                                                | Valerio Zanone               | Partito Liberale Italiano               | 2 416   | 1,67  |  |  |  |  |  |
|                                                                                | Giovanni Brass               | Partito Radicale                        | 1 303   | 0,90  |  |  |  |  |  |
| Totale                                                                         | Totale                       | Totale                                  | 144 621 | 100   |  |  |  |  |  |
|                                                                                |                              |                                         |         |       |  |  |  |  |  |
| Voti non validi                                                                | Voti non validi              | Voti non validi                         | 3 943   | 2,65  |  |  |  |  |  |
| Votanti                                                                        | Votanti                      | Votanti                                 | 148 564 | 96,81 |  |  |  |  |  |
| Elettori                                                                       | Elettori                     | Elettori                                | 153 467 |       |  |  |  |  |  |
|                                                                                |                              |                                         |         |       |  |  |  |  |  |
| Nota: quorum del 65% non raggiunto; ripartizione dei seggi a livello regionale |                              |                                         |         |       |  |  |  |  |  |
| Data: 20 giugno 1976                                                           |                              |                                         |         |       |  |  |  |  |  |
| Fonte: Ministero dell'interno                                                  |                              |                                         |         |       |  |  |  |  |  |

#### VIII legislatura
|                                                                                | Alessandra Codazzi ✔️ Eletta | Democrazia Cristiana                         | 81 657  | 55,65 |  |  |  |  |  |
|                                                                                | P. Carrer                    | Partito Comunista Italiano                   | 23 610  | 16,09 |  |  |  |  |  |
|                                                                                | Ernesto Brunetta             | Partito Socialista Italiano                  | 13 209  | 9,00  |  |  |  |  |  |
|                                                                                | A. Cantoni                   | Partito Socialista Democratico Italiano      | 9 224   | 6,29  |  |  |  |  |  |
|                                                                                | Clara Coletti Rosso          | Partito Repubblicano Italiano                | 6 749   | 4,60  |  |  |  |  |  |
|                                                                                | Franco Fontebasso            | Movimento Sociale Italiano                   | 4 189   | 2,85  |  |  |  |  |  |
|                                                                                | G. Vattimo                   | Partito Radicale - Nuova Sinistra Unita      | 3 688   | 2,51  |  |  |  |  |  |
|                                                                                | U. Boccato                   | Partito Liberale Italiano                    | 3 644   | 2,48  |  |  |  |  |  |
|                                                                                | G. Cason                     | Costituente di Destra - Democrazia Nazionale | 769     | 0,52  |  |  |  |  |  |
| Totale                                                                         | Totale                       | Totale                                       | 146 739 | 100   |  |  |  |  |  |
|                                                                                |                              |                                              |         |       |  |  |  |  |  |
| Voti non validi                                                                | Voti non validi              | Voti non validi                              | 5 951   | 3,90  |  |  |  |  |  |
| Votanti                                                                        | Votanti                      | Votanti                                      | 152 690 | 94,42 |  |  |  |  |  |
| Elettori                                                                       | Elettori                     | Elettori                                     | 161 708 |       |  |  |  |  |  |
|                                                                                |                              |                                              |         |       |  |  |  |  |  |
| Nota: quorum del 65% non raggiunto; ripartizione dei seggi a livello regionale |                              |                                              |         |       |  |  |  |  |  |
| Data: 3 giugno 1979                                                            |                              |                                              |         |       |  |  |  |  |  |
| Fonte: Ministero dell'interno                                                  |                              |                                              |         |       |  |  |  |  |  |

#### IX legislatura
|                                                                                | Alessandra Codazzi ✔️ Eletta | Democrazia Cristiana                    | 69 085  | 46,19 |  |  |  |  |  |
|                                                                                | Giorgio Troncon              | Partito Comunista Italiano              | 22 162  | 14,82 |  |  |  |  |  |
|                                                                                | Giacomo Pascotto             | Partito Socialista Italiano             | 12 824  | 8,57  |  |  |  |  |  |
|                                                                                | Maria Malgaretto             | Liga Veneta                             | 10 496  | 7,02  |  |  |  |  |  |
|                                                                                | Clara Coletti in Rosso       | Partito Repubblicano Italiano           | 10 107  | 6,76  |  |  |  |  |  |
|                                                                                | Gioacchino Molinini          | Partito Socialista Democratico Italiano | 5 859   | 3,92  |  |  |  |  |  |
|                                                                                | Aldo Di Pasquale             | Movimento Sociale Italiano              | 5 511   | 3,68  |  |  |  |  |  |
|                                                                                | Nilo Bettero                 | Partito Liberale Italiano               | 5 144   | 3,44  |  |  |  |  |  |
|                                                                                | Lanfranco Ortica             | Partito Nazionale Pensionati            | 3 234   | 2,16  |  |  |  |  |  |
|                                                                                | Alessandro Tessari           | Partito Radicale                        | 3 099   | 2,07  |  |  |  |  |  |
|                                                                                | Carlo Di Carlo               | Democrazia Proletaria                   | 1 914   | 1,28  |  |  |  |  |  |
|                                                                                | Giacomo Masè                 | Lista per Trieste                       | 146     | 0,10  |  |  |  |  |  |
| Totale                                                                         | Totale                       | Totale                                  | 149 581 | 100   |  |  |  |  |  |
|                                                                                |                              |                                         |         |       |  |  |  |  |  |
| Voti non validi                                                                | Voti non validi              | Voti non validi                         | 8 571   | 5,42  |  |  |  |  |  |
| Votanti                                                                        | Votanti                      | Votanti                                 | 158 152 | 92,89 |  |  |  |  |  |
| Elettori                                                                       | Elettori                     | Elettori                                | 170 254 |       |  |  |  |  |  |
|                                                                                |                              |                                         |         |       |  |  |  |  |  |
| Nota: quorum del 65% non raggiunto; ripartizione dei seggi a livello regionale |                              |                                         |         |       |  |  |  |  |  |
| Data: 26 giugno 1983                                                           |                              |                                         |         |       |  |  |  |  |  |
| Fonte: Ministero dell'interno                                                  |                              |                                         |         |       |  |  |  |  |  |

#### X legislatura
|                                                                                | Gabriele De Rosa ✔️ Eletto | Democrazia Cristiana                    | 74 934  | 46,59 |  |  |  |  |  |
|                                                                                | F. A. I. Masseroli         | Partito Socialista Italiano             | 22 644  | 14,08 |  |  |  |  |  |
|                                                                                | C. Perusini                | Partito Comunista Italiano              | 21 481  | 13,36 |  |  |  |  |  |
|                                                                                | C. Baccioli                | Liga Veneta-Pensionati Uniti            | 7 405   | 4,60  |  |  |  |  |  |
|                                                                                | G. Cohn                    | Partito Repubblicano Italiano           | 7 116   | 4,42  |  |  |  |  |  |
|                                                                                | R. Masobello               | Lista Verde                             | 6 131   | 3,81  |  |  |  |  |  |
|                                                                                | A. Di Pasquale             | Movimento Sociale Italiano              | 5 533   | 3,44  |  |  |  |  |  |
|                                                                                | Alessandro Tessari         | Partito Radicale                        | 4 689   | 2,92  |  |  |  |  |  |
|                                                                                | L. Lucca                   | Partito Socialista Democratico Italiano | 4 229   | 2,63  |  |  |  |  |  |
|                                                                                | Nilo Bettero               | Partito Liberale Italiano               | 3 936   | 2,45  |  |  |  |  |  |
|                                                                                | E. Battain                 | Democrazia Proletaria                   | 2 457   | 1,53  |  |  |  |  |  |
|                                                                                | L. Contento                | Alleanza Popolare Pensionati            | 280     | 0,17  |  |  |  |  |  |
| Totale                                                                         | Totale                     | Totale                                  | 160 835 | 100   |  |  |  |  |  |
|                                                                                |                            |                                         |         |       |  |  |  |  |  |
| Voti non validi                                                                | Voti non validi            | Voti non validi                         | 7 119   | 4,24  |  |  |  |  |  |
| Votanti                                                                        | Votanti                    | Votanti                                 | 167 954 | 93,24 |  |  |  |  |  |
| Elettori                                                                       | Elettori                   | Elettori                                | 180 128 |       |  |  |  |  |  |
|                                                                                |                            |                                         |         |       |  |  |  |  |  |
| Nota: quorum del 65% non raggiunto; ripartizione dei seggi a livello regionale |                            |                                         |         |       |  |  |  |  |  |
| Data: 14 giugno 1987                                                           |                            |                                         |         |       |  |  |  |  |  |
| Fonte: Ministero dell'interno                                                  |                            |                                         |         |       |  |  |  |  |  |

#### XI legislatura
|                                                                                | Carlo Bernini ✔️ Eletto    | Democrazia Cristiana                    | 58 368  | 33,90 |  |  |  |  |  |
|                                                                                | Giovanni Meo Zilio         | Lega Lombarda                           | 31 347  | 18,20 |  |  |  |  |  |
|                                                                                | Vincenzo Aloisi            | Partito Socialista Italiano             | 14 812  | 8,60  |  |  |  |  |  |
|                                                                                | Luciano Benetton ✔️ Eletto | Partito Repubblicano Italiano           | 14 099  | 8,19  |  |  |  |  |  |
|                                                                                | Nello Spinella             | Partito Democratico della Sinistra      | 13 929  | 8,09  |  |  |  |  |  |
|                                                                                | Mariano Dalla Pozza        | Lega Autonomia Veneta                   | 7 665   | 4,45  |  |  |  |  |  |
|                                                                                | Gianni Tamino              | Federazione dei Verdi                   | 5 565   | 3,23  |  |  |  |  |  |
|                                                                                | Franco Prior               | Movimento Sociale Italiano              | 5 053   | 2,93  |  |  |  |  |  |
|                                                                                | Zenone Giuliato            | Partito della Rifondazione Comunista    | 4 796   | 2,79  |  |  |  |  |  |
|                                                                                | Francesco Piazza           | Movimento Sociale Italiano              | 3 315   | 1,93  |  |  |  |  |  |
|                                                                                | Paolo Massaro              | Movimento Veneto Regione Autonoma       | 2 815   | 1,63  |  |  |  |  |  |
|                                                                                | Furio Gallina              | Union Veneto                            | 2 272   | 1,32  |  |  |  |  |  |
|                                                                                | Alberto Passi              | Sì Referendum                           | 2 204   | 1,28  |  |  |  |  |  |
|                                                                                | Luigi Lucca                | Partito Socialista Democratico Italiano | 1 966   | 1,14  |  |  |  |  |  |
|                                                                                | Andrea Nicoli              | Partito Pensionati                      | 1 514   | 0,88  |  |  |  |  |  |
|                                                                                | Cesarino Camatta           | Verdi Federalisti                       | 1 504   | 0,87  |  |  |  |  |  |
|                                                                                | Lino Danesin               | Caccia Pesca Ambiente                   | 823     | 0,48  |  |  |  |  |  |
|                                                                                | Giuseppe Rigoni            | Federalismo - Pensionati Uomini Vivi    | 146     | 0,08  |  |  |  |  |  |
| Totale                                                                         | Totale                     | Totale                                  | 172 193 | 100   |  |  |  |  |  |
|                                                                                |                            |                                         |         |       |  |  |  |  |  |
| Voti non validi                                                                | Voti non validi            | Voti non validi                         | 7 101   | 3,96  |  |  |  |  |  |
| Votanti                                                                        | Votanti                    | Votanti                                 | 179 294 | 92,12 |  |  |  |  |  |
| Elettori                                                                       | Elettori                   | Elettori                                | 194 623 |       |  |  |  |  |  |
|                                                                                |                            |                                         |         |       |  |  |  |  |  |
| Nota: quorum del 65% non raggiunto; ripartizione dei seggi a livello regionale |                            |                                         |         |       |  |  |  |  |  |
| Data: 5 aprile 1992                                                            |                            |                                         |         |       |  |  |  |  |  |
| Fonte: Ministero dell'interno                                                  |                            |                                         |         |       |  |  |  |  |  |

## 1993-2005

### Territorio
Il collegio di Treviso era uno dei 17 collegi uninominali in cui era suddiviso il Veneto; come previsto dal D.Lgs. del 20 dicembre 1993 n. 535, e comprendeva i seguenti comuni: Altivole, Casier, Castelfranco Veneto, Castello di Godego, Istrana, Loria, Mogliano Veneto, Morgano, Paese, Preganziol, Quinto di Treviso, Resana, Riese Pio X, Treviso, Vedelago e Zero Branco.

### Eletti
| Elezione | Elezione | Senatore             | Partito                 |
| -------- | -------- | -------------------- | ----------------------- |
|          | 1994     | Massimo Zanetti      | Polo delle Libertà (FI) |
|          | 1996     | Michele Amorena      | Lega Nord               |
|          | 1999 (S) | Piergiorgio Stiffoni | Lega Nord               |
|          | 2001     | Piergiorgio Stiffoni | Casa delle Libertà (LN) |

### Dati elettorali

#### XII legislatura
|                               | Massimo Zanetti ✔️ Eletto | Polo delle Libertà                | 67 210  | 42,48 |  |  |  |  |  |
|                               | Ulderico Bernardi         | Patto per l'Italia                | 32 790  | 20,72 |  |  |  |  |  |
|                               | Domenico Luciani          | Progressisti                      | 31 718  | 20,05 |  |  |  |  |  |
|                               | Franco Prior              | Alleanza Nazionale                | 11 700  | 7,39  |  |  |  |  |  |
|                               | Francesco Cavarzerani     | Lega Autonomia Veneta             | 9 951   | 6,29  |  |  |  |  |  |
|                               | Paolo Massaro             | Movimento Veneto Regione Autonoma | 3 624   | 2,29  |  |  |  |  |  |
|                               | Nilo Manfroi              | Partito della Legge Naturale      | 1 240   | 0,78  |  |  |  |  |  |
| Totale                        | Totale                    | Totale                            | 158 233 | 100   |  |  |  |  |  |
|                               |                           |                                   |         |       |  |  |  |  |  |
| Voti non validi               | Voti non validi           | Voti non validi                   | 8 247   | 4,95  |  |  |  |  |  |
| Votanti                       | Votanti                   | Votanti                           | 166 480 | 91,19 |  |  |  |  |  |
| Elettori                      | Elettori                  | Elettori                          | 182 562 |       |  |  |  |  |  |
|                               |                           |                                   |         |       |  |  |  |  |  |
| Data: 27-28 marzo 1994        |                           |                                   |         |       |  |  |  |  |  |
| Fonte: Ministero dell'interno |                           |                                   |         |       |  |  |  |  |  |

#### XIII legislatura
|                               | Michele Amorena ✔️ Eletto       | Lega Nord                          | 54 191  | 34,30 |  |  |  |  |  |
|                               | Bianca Maria Fiorillo ✔️ Eletta | L'Ulivo                            | 52 149  | 33,01 |  |  |  |  |  |
|                               | Antonio Cossu                   | Polo per le Libertà                | 44 364  | 28,08 |  |  |  |  |  |
|                               | Luigino Chemello                | Unione Nord Est                    | 3 450   | 2,18  |  |  |  |  |  |
|                               | Piero Rocchini                  | Mani Pulite                        | 1 920   | 1,22  |  |  |  |  |  |
|                               | Sergio Marchiorato              | Movimento Sociale Fiamma Tricolore | 1 910   | 1,21  |  |  |  |  |  |
| Totale                        | Totale                          | Totale                             | 157 984 | 100   |  |  |  |  |  |
|                               |                                 |                                    |         |       |  |  |  |  |  |
| Voti non validi               | Voti non validi                 | Voti non validi                    | 7 656   | 4,62  |  |  |  |  |  |
| Votanti                       | Votanti                         | Votanti                            | 165 640 | 87,89 |  |  |  |  |  |
| Elettori                      | Elettori                        | Elettori                           | 188 461 |       |  |  |  |  |  |
|                               |                                 |                                    |         |       |  |  |  |  |  |
| Data: 21 aprile 1996          |                                 |                                    |         |       |  |  |  |  |  |
| Fonte: Ministero dell'interno |                                 |                                    |         |       |  |  |  |  |  |

#### XIII legislatura: elezioni suppletive
|                               | Piergiorgio Stiffoni ✔️ Eletto | Lega Nord              | 27 964  | 32,96 |  |  |  |  |  |
|                               | Lucio Pasqualetti              | Il Polo                | 23 510  | 27,71 |  |  |  |  |  |
|                               | Sergio Casotto                 | L'Ulivo                | 21 230  | 25,03 |  |  |  |  |  |
|                               | Flavio Contin                  | Liga Repubblica Veneta | 7 321   | 8,63  |  |  |  |  |  |
|                               | Pietro Dogà                    | Lega delle Regioni     | 4 806   | 5,67  |  |  |  |  |  |
| Totale                        | Totale                         | Totale                 | 84 831  | 100   |  |  |  |  |  |
|                               |                                |                        |         |       |  |  |  |  |  |
| Voti non validi               | Voti non validi                | Voti non validi        | 4 434   | 4,97  |  |  |  |  |  |
| Votanti                       | Votanti                        | Votanti                | 89 265  | 45,48 |  |  |  |  |  |
| Elettori                      | Elettori                       | Elettori               | 196 271 |       |  |  |  |  |  |
|                               |                                |                        |         |       |  |  |  |  |  |
| Data: 9 maggio 1999           |                                |                        |         |       |  |  |  |  |  |
| Fonte: Ministero dell'interno |                                |                        |         |       |  |  |  |  |  |

#### XIV legislatura
|                               | Piergiorgio Stiffoni ✔️ Eletto | Casa delle Libertà                   | 74 191  | 45,99 |  |  |  |  |  |
|                               | Ernesto Brunetta               | L'Ulivo                              | 54 445  | 33,75 |  |  |  |  |  |
|                               | Pierluigi Guidolin             | Liga Fronte Veneto                   | 10 271  | 6,37  |  |  |  |  |  |
|                               | Paride Orfei                   | Lista Di Pietro                      | 6 755   | 4,19  |  |  |  |  |  |
|                               | Lino Sartori                   | Democrazia Europea                   | 5 049   | 3,13  |  |  |  |  |  |
|                               | Sergio Calvetti                | Lista Pannella-Bonino                | 4 100   | 2,54  |  |  |  |  |  |
|                               | Sergio Carlucci                | Partito della Rifondazione Comunista | 4 097   | 2,54  |  |  |  |  |  |
|                               | Giancarlo Bianconi             | Movimento Sociale Fiamma Tricolore   | 2 407   | 1,49  |  |  |  |  |  |
| Totale                        | Totale                         | Totale                               | 161 315 | 100   |  |  |  |  |  |
|                               |                                |                                      |         |       |  |  |  |  |  |
| Voti non validi               | Voti non validi                | Voti non validi                      | 7 795   | 4,61  |  |  |  |  |  |
| Votanti                       | Votanti                        | Votanti                              | 169 110 | 84,09 |  |  |  |  |  |
| Elettori                      | Elettori                       | Elettori                             | 201 099 |       |  |  |  |  |  |
|                               |                                |                                      |         |       |  |  |  |  |  |
| Data: 13 maggio 2001          |                                |                                      |         |       |  |  |  |  |  |
| Fonte: Ministero dell'interno |                                |                                      |         |       |  |  |  |  |  |